# Euphaea laidlawi
Euphaea laidlawi là loài chuồn chuồn trong họ Euphaeidae (Epallagidae). Loài này được Kimmins mô tả khoa học đầu tiên năm 1936.